# Rousettus linduensis
Rousettus linduensis is een zoogdier uit de familie van de vleerhonden (Pteropodidae). De wetenschappelijke naam van de soort werd voor het eerst geldig gepubliceerd door Maryanto & Yani in 2003.